# Alexander Kisch

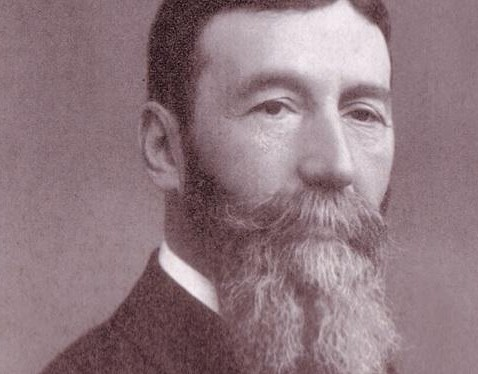
Alexander Kisch

Alexander Kisch (5. Oktober 1848 in Prag – 8. Dezember 1917 ebenda) war ein böhmischer Rabbiner und bedeutender Kanzelredner.

## Leben und Wirken
Kisch war der Sohn des Privatschuldirektors Josef Enoch Kisch aus Prag (1804–1874). Sein Bruder war der Balneologe Enoch Heinrich Kisch. 
Alexander Kisch trat 1863 im Alter von noch nicht 15 Jahren, unterstützt durch ein Stipendium der Prager israelitischen Kultusgemeinde, als damals jüngster ordentlicher Hörer in die Gymnasialabteilung des Jüdisch-Theologischen Seminars in Breslau ein. Er studierte an der Universität Breslau und der Universität Tübingen, wo er zum Dr. phil. promovierte, und in Paris, wo er auch Erzieher im Hause des Barons Horace Günzburg war. Im Jahr 1874 erhielt er seine erste Rabbinerstelle in Brüx/Böhmen. Im Jahr 1877 wurde er als Nachfolger von Moritz Levin zum zweiten Rabbiner der Israelitischen Cultusgemeinde Zürich berufen und gab von 1878 bis 1880 die Neue Israelitische Zeitung heraus. Von 1881 bis 1886 war er Rabbiner in Jungbunzlau/Böhmen und brachte dort von 1882 bis 1884 den Israelitischen Lehrerboten heraus.
1874 wurde Kisch zum ersten Feldrabbiner der Reserve der k.u.k. Armee ernannt, und organisierte die in Friedenszeiten gültige Struktur der jüdischen Militärseelsorge in Österreich.
Am 1. April 1886 wurde er zum Rabbiner der Maisel-Synagoge in seiner Heimatstadt Prag berufen. Dieses Amt übte er bis zu seinem Tod aus.
Als erster Rabbiner wurde er im Jahr 1900 staatlicher Religionslehrer am deutschen Stephansgymnasium in Prag, 1909 wurde er Inspektor des Religionsunterrichts. Er war ein bedeutender Kanzelredner.

## Aufsehenerregendes Treffen mit Kaiser Franz Joseph I.
Ein herausragendes Ereignis im Leben Alexander Kischs war eine Audienz bei Kaiser Franz Joseph I. im Jahr 1899, die anlässlich einer Auszeichnung für seine 25-jährige Tätigkeit als Feldrabbiner der k.u.k. Armee stattfand.  Kurz zuvor war es in der Folge einer Ritualmordbeschuldigung, die sich in dem böhmischen Städtchen Polná ereignete, zu schweren Ausschreitungen gegen den jüdischen Bevölkerungsteil gekommen. Im Rahmen seiner Audienz brachte Kisch diese Vorfälle zur Sprache. Dabei äußerte der Kaiser den historischen Satz: „Ich bin sehr empört über diese Rohheiten“.
Diese Absage des Kaisers an den Antisemitismus, deren Veröffentlichung der Kaiser auf Kischs Bitte hin ausdrücklich gestattete, erregte ungeheures Aufsehen in der Presse der österreichisch-ungarischen Monarchie und war dort über Wochen ein ausgiebig erörtertes Thema. Auch in der Weltpresse fand dieses Ereignis einen kräftigen Nachhall.

## Familie
Mit seiner Frau Charlotte, geb. Pollatschek/Polatschek, erzog er vier Kinder: die Söhne Kurt Kisch, Verleger, Guido Kisch, Professor der Rechtswissenschaft, Bruno Kisch, Professor der Medizin, und die Tochter Marie Ruth (Therese) [Mizzi] Kisch-Kirchenberger, Juristin. 

## Veröffentlichungen (Auswahl)
- Papst Gregor des IX Anklageartikel gegen den Talmud und dessen Vertheidigung durch Rabbi Fechiel ben Josef und Rabbi Juda ben David vor Ludwig dem Heiligen in Paris, Leipzig 1874
- Tischrede bei dem zu Ehren der Synagogeneinweihung in St. Gallen am 22. September 1881 stattgehabten Festbankett, Trüb, Zürich 1881
- Die Prager Judenstadt während der Schlacht am weissen Berge, J. Kauffmann, Frankfurt a. M. o. J. (ca. 1892)
- Versuch einer neuen Erklärung der in der Alkuin-Handschrift der k. u. k. Hofbibliothek in Wien enthaltenen gotischen Fragmente, Prag 1902